# Pálffy Mátyás
Pálffy Mátyás (Csepreg, 1602 – Pozsony, 1646) Pannonhalma főapátja volt 1638 és 1646 között.

## Élete
Pálffy Mátyás 1602-ben született Csepregen. Szülei Pálffy Balázs és Köntös Margit voltak. A ciszterci szerzetesek perjele volt az ausztriai Heiligenkreuzi apátság kolostorában.
Az 1638-as pozsonyi országgyűlésen megbízást kapott a magyarországi bencés közösség újjászervezésére. Ekkor, a már végvárként használt, elnéptelenedett Pannonhalmára költözött és tíz társával összefogva visszaállította a török uralom idején megszűnt bencés közösséget. A szerzetesek választását figyelembe véve, 1639. január 5-én a király főapáti tisztségében megerősítette.
A bencés rend vezetőjeként két fíliális apátságot vont az anyakolostor irányítása alá, a bakonybéli és a dömölki apátságot. Nyolc évig tartó embert próbáló munka után Pozsonyban, ahol éppen országgyűlésen tartózkodott, váratlanul ágynak esett és három hónapos betegség után az 1646. év végén meghalt. Holttestét a pozsonyi Szent Márton-dómban helyezték végső nyugalomra.

## Főapátként
A fennmaradó iratok tanúsága szerint Szent Márton hegyének egyik legkiválóbb, fáradhatatlan, kemény és erélyes vezetője volt. A rábízott szerzetesek, valamint a monostor kiváltságának védelme érdekében határozottan szembe mert állni úgy a világi, mint az egyházi vezetőkkel. Besenyei István kiskomáromi várkapitánynak például így írt az  egyik levelében: ”Elvévén kegyelmednek írásomra tett válaszlevelét, nagy érzékenységét kegyelmednek abból advertálom, hogy kegyelmed pennáját igen hegyesen viseli; …”
Részt vett a közélet fórumain, s ha kellett a hadviseléstől sem riadt vissza. 1644-ben a füssi nemességet vezette Rákóczy György ellen a szakolcai (Skalica, Szlovákiában) táborba. Emlékét az utókor számára Pannonhalmán őrizték meg, arcképe az apátság bazilikájának ezeréves jubileumára készült főkapuján látható.